# Svetlana Guskova
Svetlana Guskova (Unión Soviética, 22 de agosto de 1959) es una atleta soviética retirada especializada en la prueba de 1500 m, en la que consiguió ser medallista de bronce europea en pista cubierta en 1979.

## Carrera deportiva
En el Campeonato Europeo de Atletismo en Pista Cubierta de 1979 ganó la medalla de bronce en los 1500 metros, con un tiempo de 4:07.7 segundos, tras la rumana Natalia Marasescu y la también soviética Zamira Zaytseva.